# Рагнар Вік
Рагнар Вік (норв. Ragnar Vik, 3 липня 1893 — 9 січня 1941) — норвезький яхтсмен.
Олімпійський чемпіон 1920 року в класі 8 метрів (правила 1919 року).